# Juniors Riga
Die Juniors Riga waren ein lettisches Eishockeyteam, das 1993 gegründet wurde und neben der lettischen Eishockeyliga an der East European Hockey League teilnahm. 1997 gewann das Team die Meisterschaft dieser länderübergreifenden osteuropäischen Liga.

## Geschichte
Die Juniors Riga wurden 1993 gegründet und nahmen zunächst an der lettischen Eishockeymeisterschaft teil. Mit der Gründung der East European Hockey League wurden die Juniors in diese multinationale Liga aufgenommen und konnten in der ersten Spielzeit die Vizemeisterschaft erreichen. Parallel dazu erreichten die Juniors in der lettischen Meisterschaft das Playoff-Halbfinale. Ein Jahr später lagen die Juniors nach der Hauptrunde der EEHL auf Platz fünf. Im Viertelfinale besiegte das Team zunächst Tiwali Minsk, im  Halbfinale Polimir Nawapolazk und im Finale traf es auf den HK Sokol Kiew. In der Finalserie über fünf Spiele konnten die Juniors das ukrainische Team mit 3:2 besiegen und erreichte damit die Meisterschaft der EEHL.
Mit dem Sieg in der EEHL qualifizierten sich die Juniors für den IIHF Continental Cup 1997, bei dem sie die dritte Qualifikationsrunde erreichten.
Vor der folgenden Spielzeit konnte ein neuer Sponsor gewonnen werden, so dass das Team in Juniors Essamika Riga umbenannt wurde. Die Hauptrunde der Saison 1997/98 schloss das Team auf Platz vier ab, die Meisterrunde wurde ebenfalls auf dem vierten Rang beendet. Aufgrund finanzieller Probleme wurde der Spielbetrieb der Herrenmannschaft 1998 eingestellt. Eine Spielgemeinschaft mit LB Prizma Riga, die hauptsächlich aus Juniorenspielern bestand, nahm unter dem Namen LB/Essamika/Juniors-82 Riga an der lettischen Eishockeyliga teil und erreichte dort den vierten Platz.
In der Spielzeit 1999/2000 kehrte das Team als Juniors/Essamika Riga noch einmal in die lettische Meisterschaft und EEHL Division B zurück, bevor der Verein endgültig aufgelöst wurde. In der Folge entstand der HK Riga 2000, zu dem viele Spieler der Juniors wechselten.

## Bekannte ehemalige Spieler
- Ģirts Ankipāns
- Armands Bērziņš
- Edijs Brahmanis
- Raitis Ivanāns
- Vladimirs Mamonovs
- Jānis Sprukts
- Jēkabs Rēdlihs